# Castelo de Castelo Mendo
O Castelo de Castelo Mendo, na Beira Interior, localiza-se na freguesia de Castelo Mendo, Ade, Monteperobolso e Mesquitela, vila de Castelo Mendo, município de Almeida, distrito da Guarda, em Portugal.
Fortificação secundária na raia fronteiriça de Ribacôa, ergue-se em posição dominante a 762 metros de altitude sobre um cabeço rochoso sobranceiro ao ribeiro de Cadelos e ao rio Côa, integrando o conjunto bem preservado da vila medieval.
O Castelo de Castelo Mendo está classificado como Monumento Nacional desde 1946.

## História

### Antecedentes
Considera-se que a primitiva ocupação humana deste sítio remonta a um castro proto-histórico, posteriormente romanizado.

### O castelo medieval
Acredita-se que a primitiva edificação do castelo remonte à passagem do século XII para o XIII, sob o reinado de Sancho I de Portugal (1185-1211). A povoação recebeu Carta de Foral, passada por Sancho II de Portugal (1223-1248) em Vila do Touro, a 15 de Março de 1229. Este documento é particularmente interessante por estipular a primeira feira oficial no reino, a ser realizada por oito dias, três vezes por ano: na Páscoa, no São João e no São Miguel. Nele se encontram referidos o castelo e seu alcaide à época, Mendo Mendes. Data deste período a construção da primeira cintura muralhada para defesa da povoação.
Integrante do território de Ribacôa, disputado ao reino de Leão por Dinis de Portugal (1279-1325), a sua posse definitiva para Portugal foi assegurada pelo Tratado de Alcanices (1297). O soberano, a partir de então, procurou consolidar-lhe as fronteiras, fazendo reedificar o Castelo de Alfaiates, o Castelo de Almeida, o Castelo Bom, o Castelo Melhor, o Castelo Mendo, o Castelo Rodrigo, o Castelo de Pinhel, o Castelo do Sabugal e o Castelo de Vilar Maior.
Datam desse período a construção da segunda cintura muralhada, assim como da Torre de Menagem, com os recursos que são assegurados pela confirmação, por este soberano, do foral da vila, a 16 de Dezembro de 1281, que dois dias após ali instituiu uma Feira Franca, a ser realizada na Devessa.
Com a paz, dependente de seus parcos recursos económicos e populacionais, a povoação entrou em decadência. No início do reinado de D. João I (1385-1433), a vila foi transformada num couto de homiziados.
Sob o reinado de D. Manuel I (1495-1521) A decadência da povoação e seu castelo é patente na ilustração que Duarte de Armas nos deixou no seu Livro das Fortalezas (c. 1509).

### Do século XIX aos nossos dias
À época da Guerra Peninsular, uma guarnição de dezanove homens na vila resistiu às tropas napoleônicas sob o comando de André Massena.
Castelo Mendo deixou de ser sede de concelho em 1855, acentuando-se, a partir de então, a sua decadência.
Já no século XX, o conjunto foi declarado como Monumento Nacional por Decreto publicado em 2 de Janeiro de 1946. A partir de então, a Direcção-Geral dos Edifícios e Monumentos Nacionais (DGEMN) procedeu a intervenções de consolidação e restauro, reconstruindo diversos troços de muralhas, portas e torres que, segundo estudiosos, teriam desvirtuado a aparência original do conjunto.
O edifício da antiga Casa da Câmara e Cadeia foi requalificado como espaço museológico, exibindo aos visitantes peças do período romano.

## Características
Erguido na cota de 762 metros acima do nível do mar, em estilo gótico, apresenta planta no formato ovalado irregular, compreendendo dois núcleos distintos:
- a cidadela dentro do perímetro defensivo interno, a Leste. Aqui se destaca a Torre de Menagem adossada um troço da muralha. Nesta cerca, a Oeste, rasga-se a porta principal. No interior, abre-se a cisterna, de planta quadrangular, e erguem-se a Igreja de Santa Maria do Castelo e a antiga Casa da Câmara.
- a cerca da vila, de planta irregular, datada majoritáriamente do período dionisino, reforçada originalmente por diversas torres. Aqui se rasgavam três portas (Porta do Sol, Porta dos Berrões), associadas a três torreões, sendo as principais edificações a Igreja de São Pedro e a Igreja de São Vicente.

A ligação entre os dois espaços é feita através da Porta da Vila, em arco quebrado, de dimensões monumentais, enquadrada por dois torreões de planta quadrada. Aqui se inscreve a pedra de armas de D. Dinis.
A Porta da Vila é guarnecida por dois zoomórfos graníticos pré-romanos (século IV a.C.), representando porcos ou javalis, que tiveram os seus focinhos cortados "por se atemorizarem as bestas que nelas faziam reparo".  